# Liste der Biografien/Holw
Liste der Biografien |
Portal Biografien |
Personensuche
# |
A |
B |
C |
D |
E |
F |
G |
H |
I |
J |
K |
L |
M |
N |
O |
P |
Q |
R |
S |
T |
U |
V |
W |
X |
Y |
Z |
?
 
Ha |
Hd |
He |
Hi |
Hj |
Hk |
Hl |
Hm |
Hn |
Ho |
Hr |
Hs |
Ht |
Hu |
Hv |
Hw |
Hy
 
Hoa |
Hob |
Hoc |
Hod |
Hoe |
Hof |
Hog–Hok |
Hol |
Hom |
Hon |
Hoo |
Hop |
Hoq |
Hor |
Hos |
Hot |
Hou |
Hov |
How |
Hox |
Hoy |
Hoz
 
Hola |
Holb |
Holc |
Hold |
Hole |
Holf |
Holg |
Holi |
Holj |
Holk |
Holl |
Holm |
Holn |
Holo |
Holp |
Holr |
Hols |
Holt |
Holu |
Holv |
Holw |
Holy |
Holz
Die Liste der Biografien führt alle Personen auf, die in der deutschsprachigen Wikipedia einen Artikel haben. Dieses ist eine Teilliste mit 19 Einträgen von Personen, deren Namen mit den Buchstaben „Holw“ beginnt.

## Holw

### Holwa
- Holwarda, Johann (1618–1651), friesischer Astronom
- Holwas, Günter (1950–2014), deutscher Bluesmusiker und DDR-Oppositioneller
- Holway, Edward Willet Dorland (1853–1923), US-amerikanischer Banker und Botaniker

### Holwe
- Holweck, Fernand (1890–1941), französischer Physiker und Widerstandskämpfer
- Holweck, Oskar (1924–2007), deutscher Künstler
- Holwede, Benno von (1850–1924), deutscher Mediziner
- Holwede, Ernst Leo von (1802–1872), preußischer Generalleutnant und Kommandant von Königsberg
- Holwede, Ferdinand Friedrich Albrecht Gottlieb von (1735–1816), preußischer Generalmajor im Dragonerregiment Nr. 9
- Holwede, Friedrich Christian Karl von (1725–1797), preußischer Generalmajor und Chef des Infanterieregiments „von Brühl“
- Holwede, Friedrich von (1841–1921), preußischer Verwaltungsjurist, Landrat und Regierungspräsident
- Holwede, Johann Ernst von, deutscher Jurist und Kanzler
- Holweg, August (1905–1989), deutscher Politiker (SPD)
- Holweger, Erhard (1911–1976), deutscher Politiker (SED) und Oberbürgermeister
- Holwein, Elias (1579–1659), deutscher Formschneider, Holz- und Kupferstecher, Zeitungsherausgeber und -verleger
- Holwein, Johann († 1681), deutscher Buchdrucker
- Holwell, Norman (1928–2020), britischer Eisschnellläufer
- Holweni, Sibulele (* 2001), südafrikanische Fußballspielerin
- Holwerda, Jan Hendrik (1873–1951), niederländischer Archäologe

### Holwi
- Holwijn, Melvin (* 1980), niederländischer Fußballspieler